# Adrià Espineta Arias
Adrià Espineta Arias (Andorra la Vieja, 3 de marzo de 1993) es un diplomático, jurista y político andorrano. Fue presidente del Foro Nacional de la Juventud de Andorra entre 2017 y 2018 y ocupó el cargo de Consejero de Proyectos Participativos del Común de Andorra la Vieja. 
En la actualidad ejerce como diplomático en la Embajada del Principado de Andorra en la República Francesa.

## Biografía
Nacido en Andorra la Vieja, es nieto de Palmir Espineta Ballester, empresario pionero en el Principado de Andorra en el sector de la electricidad, la climatización y el frío industrial. Por la parte materna, su família es oriunda de Noceda del Bierzo, provincia de León, Castilla y León.
Desde muy pequeño mostró interés por el servicio público, especialmente en el ámbito de la diplomacia.
Se graduó en Derecho en ESADE en 2015 y al año siguiente realizó un Máster en Diplomacia y Función Pública Internacional con la especialidad de Relaciones Económicas y Exteriores de la Unión Europea en el Centro de Estudios Internacionales de Barcelona, pendiente de la Universidad de Barcelona y de la Universidad Autónoma de Barcelona.
Al año siguiente, vivió y trabajó en Malta. Regresó al Principado en el 2017 y comenzó a trabajar en el Gobierno de Andorra en diciembre del mismo año.
En septiembre de 2018, ingresó en la carrera diplomática del Principado de Andorra, donde ejerce en tanto que diplomático andorrano.

## Trayectoria pública y política
Paralelamente a sus estudios, en 2015, siguiendo la refundación del Foro Nacional de la Juventud de Andorra, fue elegido secretario del ente y asumió su presidencia entre 2017 y 2018.
Simpatizante de la formación Demócratas por Andorra, se afilió en 2019 y poco después concurrió a las elecciones comunales andorranas de 2019 dentro de la candidatura En Comú por Andorra la Vella, encabezada por Conxita Marsol Riart, aunque entonces no llegó a entrar en el Común de Andorra la Vieja .
En noviembre de 2020, fue elegido presidente de la Sección Joven de Demócratas por Andorra y pasó a formar parte del Comité Ejecutivo de la formación.
En febrero de 2023, se anunciaron las candidaturas a las Elecciones al Consejo General de Andorra de 2023 y se convirtió en consejero comunal en sustitución de Alain Cabanes Galian.
Ejerció como Consejero de Proyectos Participativos del Común de Andorra la Vieja hasta el 31 de diciembre de 2023. 

### Falerística
Adrià Espineta es además conocido y reconocido por su vinculación a la falerística internacional. Ha colaborado con diversos proyectos en ése ámbito y escrito artículos en la materia.

## Distinciones honoríficas

### Condecoraciones
- Oficial de la Orden de los Santos Mauricio y Lázaro, Casa de Saboya (Reino de Italia)
- Oficial de la Orden de la Rosa, Casa de Orleans-Braganza (Imperio de Brasil)[16]
- Caballero Maestrante de la Maestranza de Caballería de Castilla, (Reino de España)[17]

### Otras distinciones
- Embajador Cultural-Económico de la Confederación Empresarial Andorrana (CEA), nombrado el 16 de marzo de 2016.[18]